# Le Voyageur de la Toussaint (téléfilm)
Pour les articles homonymes, voir Le Voyageur de la Toussaint (homonymie).
Pour plus de détails, voir Fiche technique et Distribution.
Le Voyageur de la Toussaint est un téléfilm français réalisé par Philippe Laïk en 2005 et diffusé en 2007. C'est une adaptation du roman de Georges Simenon : Le Voyageur de la Toussaint.

## Synopsis
Glasgow, en Écosse. 1953, Gilles Mauvoisin est à peine âgé de 20 ans lorsque ses parents, avec lesquels il donne des spectacles de magie dans des petits cabarets, sont tués dans un accident de la route... Trois semaines plus tard, le jeune homme débarque à La Rochelle, espérant y retrouver des membres de sa famille. Il s'aperçoit alors, à sa grande surprise, que ceux-ci étaient également à sa recherche. Son oncle Octave, propriétaire des chantiers navals et de la majorité des industries de la ville, est décédé quatre mois plus tôt et l'a désigné comme légataire universel. Mais Gilles découvre bientôt que cet héritage est lourd de conséquences...

## Fiche technique
- Réalisateur : Philippe Laïk
- Scénario : Philippe Laïk et Jean Samouillan, d'après le roman de Georges Simenon
- Photographie : Alain Levent
- Musique : Roland Romanelli
- Pays :  France
- Genre : Drame
- Durée : 100 minutes
- Date de diffusion : 14 janvier 2007 sur France 3

## Distribution
- Renaud Cestre : Gilles Mauvoisin
- Danièle Lebrun : Géraldine Eloi
- Michel Duchaussoy : Plantel
- Anne Coesens : Colette
- Anne-Sophie Germanaz : Alice
- Jean-Louis Foulquier : Babin
- Françoise Arnoul : Mme Rinquet
- Myriam Boyer : Jaja
- Daniel Martin : Lepart
- Brontis Jodorowsky : le Dr Sauvaget
- Marie Polet : Armandine
- Sébastien Knafo : Robert Eloi, le fils de Géraldine
- Louise Lasmaries : Louise